# Resolutie 1320 Veiligheidsraad Verenigde Naties
Resolutie 1320 van de Veiligheidsraad van de Verenigde Naties werd unaniem door de VN-Veiligheidsraad aangenomen op 15 september 2000. De resolutie zond 4200 troepen naar de grensstreek tussen Eritrea en Ethiopië in het kader van de UNMEE-waarnemingsmissie.

## Achtergrond
Na de Tweede Wereldoorlog werd Eritrea bij Ethiopië gevoegd als een federatie. In 1962 maakte keizer Haile Selassie er een provincie van, waarop de Eritrese Onafhankelijkheidsoorlog begon. In 1991 bereikte Eritrea na een volksraadpleging die onafhankelijkheid. Er bleef echter onenigheid over een aantal grensplaatsen. In 1998 leidde een grensincident tot een oorlog waarbij tienduizenden omkwamen. Pas in 2000 werd een akkoord bereikt en een 25 kilometer brede veiligheidszone ingesteld die door de UNMEE-vredesmacht werd bewaakt. Een gezamenlijke grenscommissie wees onder meer de stad Badme toe aan Eritrea, maar jaren later werd het gebied nog steeds door Ethiopië bezet.

## Inhoud

### Waarnemingen
Ethiopië en Eritrea moesten het internationaal humanitair recht, de mensenrechten en het vluchtelingenrecht naleven. De Veiligheidsraad stond achter het akkoord over de beëindiging van de vijandelijkheden dat beide landen hadden gesloten en de vraag om VN-hulp bij de uitvoering ervan die ze hadden gesteld. Daarom was met resolutie 1312 de UNMEE-missie opgericht.

### Handelingen
De Veiligheidsraad autoriseerde de inzet van tot 4200 troepen, waaronder 220 militaire waarnemers binnen die missie met een mandaat om tot 15 maart 2001 toe te zien op het einde van de vijandelijkheden, de terugtrekking van Ethiopische en Eritrese troepen en of beide 25 kilometer uit elkaar bleven, en de tijdelijke veiligheidszone. In die zone moest UNMEE de ontmijningsactiviteiten coördineren en technisch ondersteunen.
De twee landen werden gevraagd binnen de dertig dagen een status of forces-akkoord af te sluiten met secretaris-generaal Kofi Annan. Verder werden ze gevraagd de ontmijning voort te zetten, hulpverleners ongehinderd door te laten en samen te werken met het Rode Kruis. Ten slotte werden ze opgeroepen de onderhandelingen voort te zetten en zonder uitstel tot een vredesregeling te komen.

## Verwante resoluties
- Resolutie 1298 Veiligheidsraad Verenigde Naties
- Resolutie 1312 Veiligheidsraad Verenigde Naties
- Resolutie 1344 Veiligheidsraad Verenigde Naties (2001)
- Resolutie 1369 Veiligheidsraad Verenigde Naties (2001)

Lijst ·  1285 ·  1286 ·  1287 ·  1288 ·  1289 ·  1290 ·  1291 ·  1292 ·  1293 ·  1294 ·  1295 ·  1296 ·  1297 ·  1298 ·  1299 ·  1300 ·  1301 ·  1302 ·  1303 ·  1304 ·  1305 ·  1306 ·  1307 ·  1308 ·  1309 ·  1310 ·  1311 ·  1312 ·  1313 ·  1314 ·  1315 ·  1316 ·  1317 ·  1318 ·  1319 ·  1320 ·  1321 ·  1322 ·  1323 ·  1324 ·  1325 ·  1326 ·  1327 ·  1328 ·  1329 ·  1330 ·  1331 ·  1332 ·  1333 ·  1334